# Chiesa di Sant'Eusebio (Cinisello Balsamo)
La chiesetta di Sant'Eusebio è un'antica chiesa sita nel quartiere Sant'Eusebio di  Cinisello, anticamente al centro del suo primitivo insediamento rurale, che si sarebbe trasferito a partire dalla seconda metà del XII secolo un miglio più a sud, attorno a una vasta area che sarebbe poi divenuta la piazza principale.
Alcuni reperti lapidei, risalenti all'epoca tardo pagana, attestano l'utilizzo della zona a scopo sepolcrale già dal IV secolo; qui sarebbe sorto secoli dopo un oratorio campestre cristiano. Non esistono tuttavia documenti che attestino con precisione il periodo di fondazione del luogo di culto; secondo l'ipotesi di Luciano Caramel questa sarebbe addirittura da ricercare fra il tardo X secolo e l'inizio dell'XI. In ogni caso risulta il luogo di culto più antico presente sul territorio di Cinisello e di Balsamo.

## Storia
Dedicata a sant'Eusebio, vescovo di Vercelli, al quale apparteneva al tempo la giurisdizione su queste terre, così come viene citata nel Liber notiziae sanctorum Mediolani del 1298 di Goffredo da Bussero, viene descritta da Leonetto Clivone - qui il 3 ottobre 1567, incaricato della visita pastorale da Carlo Borromeo - in pessime condizioni, con l'edificio chiuso, privo di paramenti e di soffitto. Viene tuttavia riportato della grande affluenza di fedeli in occasione del giorno della Pasqua. Alla stessa successiva visita di Carlo Borromeo (1579), la chiesa appare in uno stato di deciso abbandono, col pavimento in cattive condizioni per via delle infiltrazioni di pioggia e le pareti consumate dalla vegetazione. Dopo diverse altre visite, nel 1612 l'ispezione compiuta da Federico Borromeo sancisce il rifacimento dell'altare, la risistemazione delle pareti e la relativa imbiancatura. Vieta inoltre ogni celebrazione al suo interno, fissando il compimento dei lavori nei due anni successivi. I lavori vengono eseguiti e la chiesa torna ad officiare il proprio compito; nel 1670 viene poi ampliata, con l'aggiunta della sagrestia.
Posta al di fuori dal centro abitato, lungo la strada per Nova Milanese, venne eretta con materiali poveri, secondo la disponibilità del luogo. Presenta un'unica sala rettangolo dotata di abside e orientata.
Intorno al 1879 il parroco di Sant'Ambrogio Vitaliano Rossi avviò importanti opere di restauro per la chiesetta, isolando l'edificio in sette metri di terreno delimitati dal basamento di un ceppo. L'edificio venne inoltre interamente sottomurato con mattoni forti, sabbia di fiume e calce fresca; il vespaio interno venne liberato dal terriccio e riempito di ciottoli e ghiaia grossa, al di sopra dei quali venne posato il pavimento. Vennero riaperte le due antiche finestrelle nell'abside e restaurate le due figure dipinte sulla parete sinistra. A margine del rifacimento venne ampliata la sagrestia e venne innalzato un piccolo campanile con orologio e due campane.
Alla base della torre campanaria venne collocata un'iscrizione per celebrare il ricordo dell'evento.
Al particolare gusto storico del parroco si deve anche l'aggiunta del pronao neoclassico in facciata e dell'aggiunta delle due epigrafi ricopiate di Libaniolo e di Tealissinia, vicino all'epigrafe originale di Marcellinus, rinvenuta durante i restauri. Il restauro fu infatti l'occasione per cui vennero rinvenuti diversi altri aspetti interessanti e utili per ricostruire la storia dell'edificio, come la decorazione dello zoccolo absidale con animali (un pesce, un gallo e un serpente) e motivi vegetali (riconducibili alla prima fase costruttiva), le due finestrelle romaniche, riaperte, gli affreschi della parete sinistra (XIV-XV secolo) e l'originale epigrafe di Marcellinus. Secondo la tradizione orale questo luogo sarebbe stato dunque il posto in cui trovavano sepoltura coloro che venivano martirizzati nel vicino Castrum Bovarium (oggi San Fruttuoso).
Un ulteriore intervento legato alla stabilità dell'edificio venne condotto nel corso del 1931, un ultimo intervento venne portato a termine fra il 1991 ed il 1993.
Di diversa epoca invece gli affreschi conservati al suo interno: una Madonna del Latte sulla parete settentrionale, circondata da una Crocifissione, ascrivibili al XIV-XV secolo, una santa Dorotea del XVII secolo e una raffigurazione di santa Liberata e santa Lucia, risalente invece all'Ottocento. Nel catino absidale nel 1918 è stato invece raffigurato sant'Eusebio in cattedra tra angeli, successivamente cancellato per intero in seguito a un restauro invasivo.

### La leggenda
Del tutto infondata invece la leggenda - piuttosto diffusa - secondo la quale all'interno della chiesa la regina Teodolinda avrebbe fatto un sogno, che la portò a diventare cristiana e ad erigere il duomo di Monza. Secondo la stessa credenza infondata, vi sarebbe stato poi in tempi passati un collegamento segreto diretto fra il suddetto duomo e questa piccola chiesetta.
L'infondatezza di tali suggestioni popolari, smentite già dalle reali ricostruzioni riguardo al periodo di fondazione della chiesa, trovano una contraddizione piuttosto profonda nella possibilità tecnica e pratica che vi potesse essere un passaggio segreto fra le due chiese, considerato che la chiesetta di Sant'Eusebio venne edificata con materiali estremamente poveri e di risulta.